# Ian Glavinovich
Ian Glavinovich (Elortondo, 17 ottobre 2001) è un calciatore argentino, difensore del Philadelphia Union in prestito dal Newell's Old Boys.

## Caratteristiche tecniche
È un difensore centrale.

## Carriera

### Club
Glavinovich è cresciuto nel settore giovanile del Newell's Old Boys, con cui ha debuttato in prima squadra il 27 agosto 2022 nell'incontro di Primera División perso 2-1 contro il Godoy Cruz. Il 21 ottobre seguente ha firmato il suo primo contratto professionistico.

### Nazionale
Ha giocato nella nazionale argentina Under-23.

## Statistiche

### Presenze e reti nei club
Statistiche aggiornate al 5 giugno 2024.
| Stagione        | Squadra           | Campionato      | Campionato | Campionato | Coppe nazionali | Coppe nazionali | Coppe nazionali | Coppe continentali | Coppe continentali | Coppe continentali | Altre coppe | Altre coppe | Altre coppe | Totale | Totale | Totale |
| Stagione        | Squadra           | Comp            | Pres       | Reti       | Comp            | Pres            | Reti            | Comp               | Pres               | Reti               | Comp        | Pres        | Reti        | Pres   | Reti   |        |
| --------------- | ----------------- | --------------- | ---------- | ---------- | --------------- | --------------- | --------------- | ------------------ | ------------------ | ------------------ | ----------- | ----------- | ----------- | ------ | ------ | ------ |
| 2023            | Newell's Old Boys | PD              | 1          | 0          | CA+CdL          | 0               | 0               |                    | -                  | -                  |             | -           | -           | 1      | 0      |        |
| 2023            | Newell's Old Boys | PD              | 1          | 0          | CA+CdL          | 0+7             | 0               | CS                 | 2                  | 0                  |             | -           | -           | 10     | 0      |        |
| 2024            | Newell's Old Boys | PD              | 4          | 0          | CA+CdL          | 1+12            | 0               |                    | -                  | -                  |             | -           | -           | 17     | 0      |        |
| Totale carriera | Totale carriera   | Totale carriera | 6          | 0          |                 | 20              | 0               |                    | 2                  | 0                  |             | -           | -           | 28     | 0      |        |